# 순비 상씨
순비 상씨(중국어: 常順妃, 1568년 - 1594년)는 명 신종 만력제의 후궁 중 한 명이다. 산둥 평원 출신이다. 아버지는 상강, 어머니는 고씨이다. 아버지 상강은 여귀(女贵)로, 5품 금의위 천호에 봉해졌다.

## 생애
만력 10년에 입궁하여 궁비가 되었다. 
만력 11년 8월, 순비에 책봉되었는데, 당시 16세였다. 책문에 쓰여 있는 "效中壶之宵征，梦兰有庆" 등의 구절을 보면, 그녀가 비에 봉한 이유는 다행히 임신하였으나, 유산 또는 사산 (황자녀가 태어나지 않았기 때문) 때문인 것으로 보인다.
만력 22년 8월, 순비 상씨는 27세의 나이로 세상을 떠났다. 시호는 온정(溫靜)으로, 금산에 묻혔다.